# Michael (orkaan)
Orkaan Michael was de zevende orkaan van het Atlantisch orkaanseizoen 2018, de tweede majeure. Het was de meest intense orkaan die in de Verenigde Staten aanlandde na de Labor Day-orkaan uit 1935 en Camille uit 1969.
Michael begon als lagedrukgebied in het westen van de Caraïbische Zee. Op 5 oktober had dit zich voor de oostkust van Honduras ontwikkeld tot een tropische storing, waarvan voorspeld werd dat deze in de Golf van Mexico uit zou groeien tot tropische storm. Door de grote windschering in het westen van de Caraïbische Zee werd de kans klein geacht dat de tropische storing verder uit zou groeien tot een orkaan.
Op 6 oktober werd de storing desondanks beter ontwikkeld en daalde de luchtdruk, terwijl de windschering in de Golf van Mexico afnam. Daarmee nam de kans dat het systeem zich tot orkaan zou ontwikkelen toe. Op de vroege ochtend van 7 oktober was deze dan ook aan de oostkust van Yucatán uitgegroeid tot een tropische depressie, nummer 14. Aan het begin van de middag werd het tropische storm Michael.
De dag daarna was Michael tijdens het passeren van de westkust van Cuba al uitgegroeid tot een orkaan. In de Golf van Mexico versterkte de orkaan daarna, om op 9 oktober uit te groeien tot categorie 3 op de schaal van Saffir-Simpson en op 10 oktober vlak voor aanlanding bij Mexico Beach in Florida tot categorie 4. In de loop van die dag trok de orkaan door naar Georgia en daarbij af in kracht door landinteractie en toenemende windschering. In de avond was Michael afgenomen tot tropische storm, maar ging nog wel gepaard met hevige regenval. 
Op 11 oktober trok Michael over South Carolina, North Carolina en Virginia, waarna de orkaan zijn weg vervolgde op de Atlantische Oceaan. Daar verloor Michael op 12 oktober zijn tropische eigenschappen en trok met toenemende snelheid zuidelijk langs Nova Scotia en Newfoundland.
In Midden-Amerika veroorzaakte tropische depressie nummer 14 overstromingen, maar de grootste schade ontstond in de Florida Panhandle waar enkele dorpjes vrijwel volledig verwoest werden.

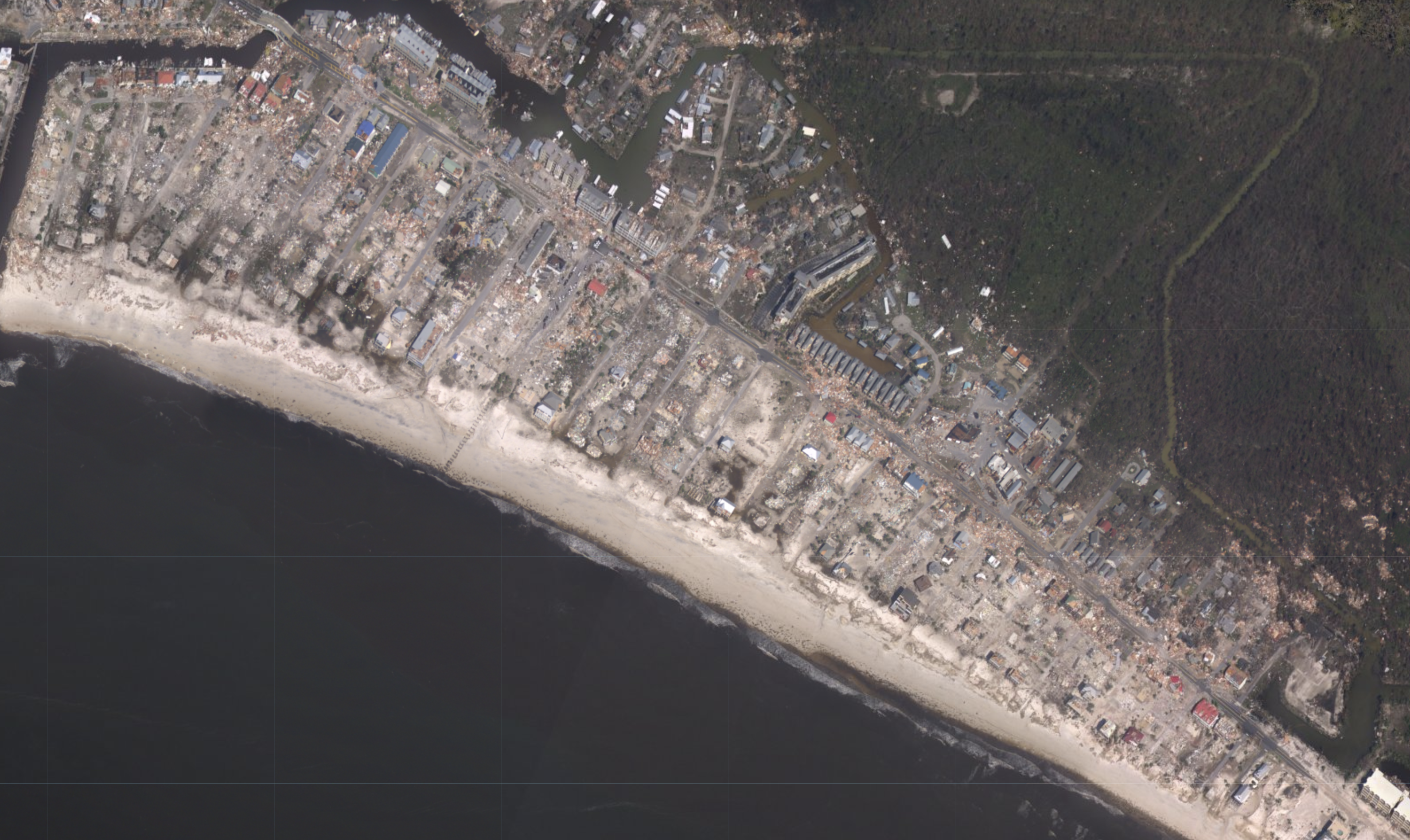
Mexico Beach na Michael
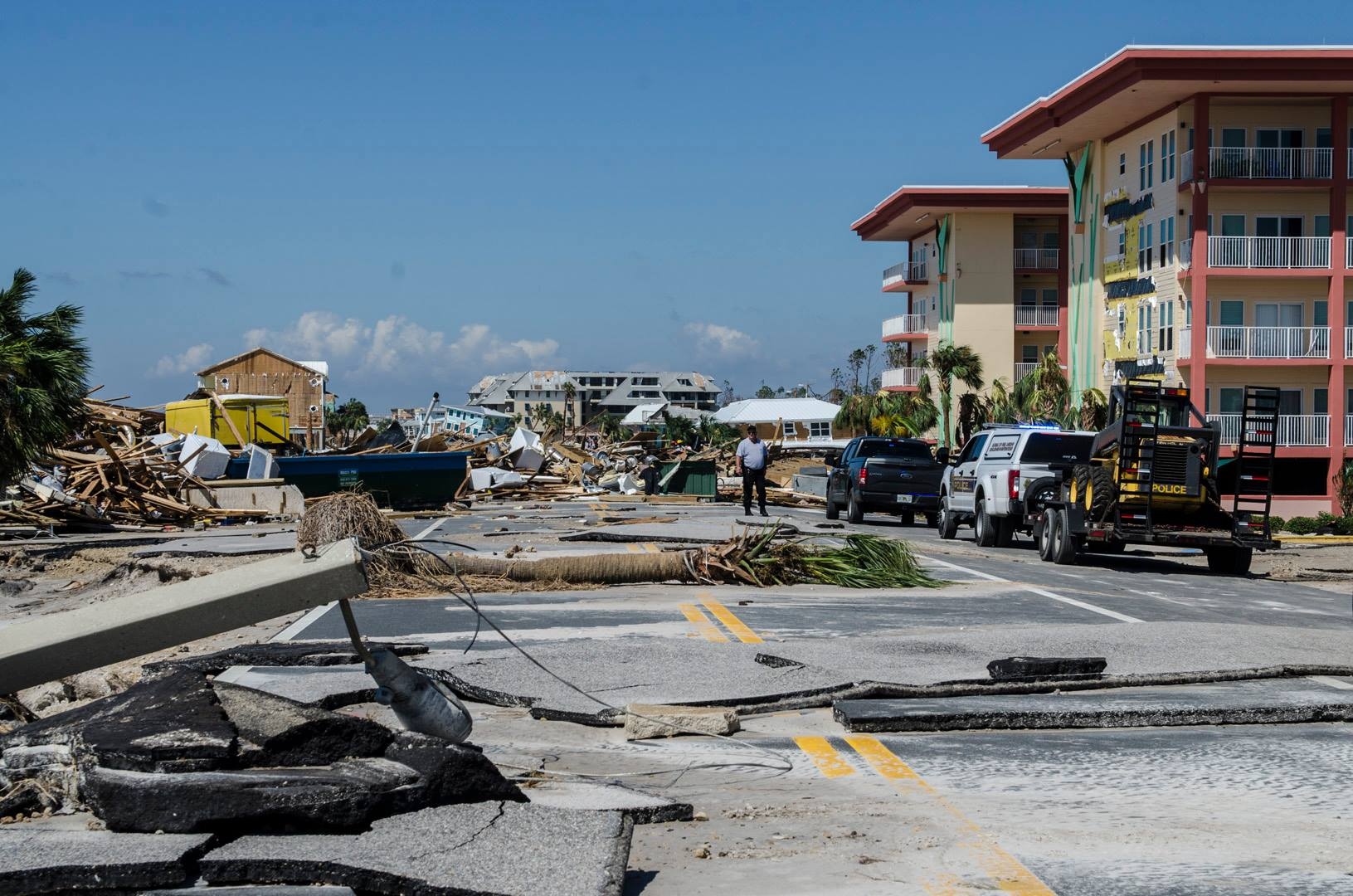
Schade in Mexico Beach
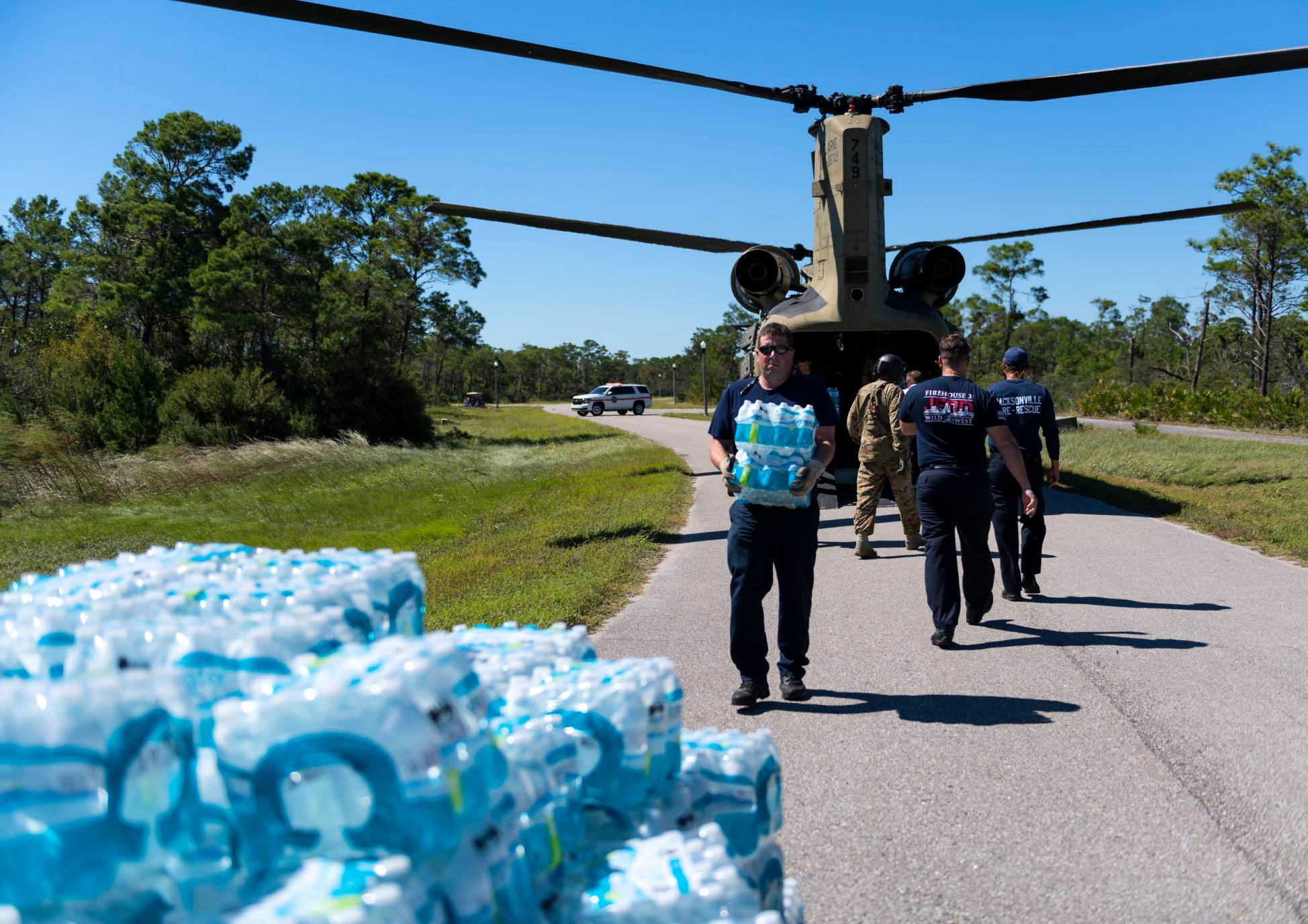
Hulpgoederen
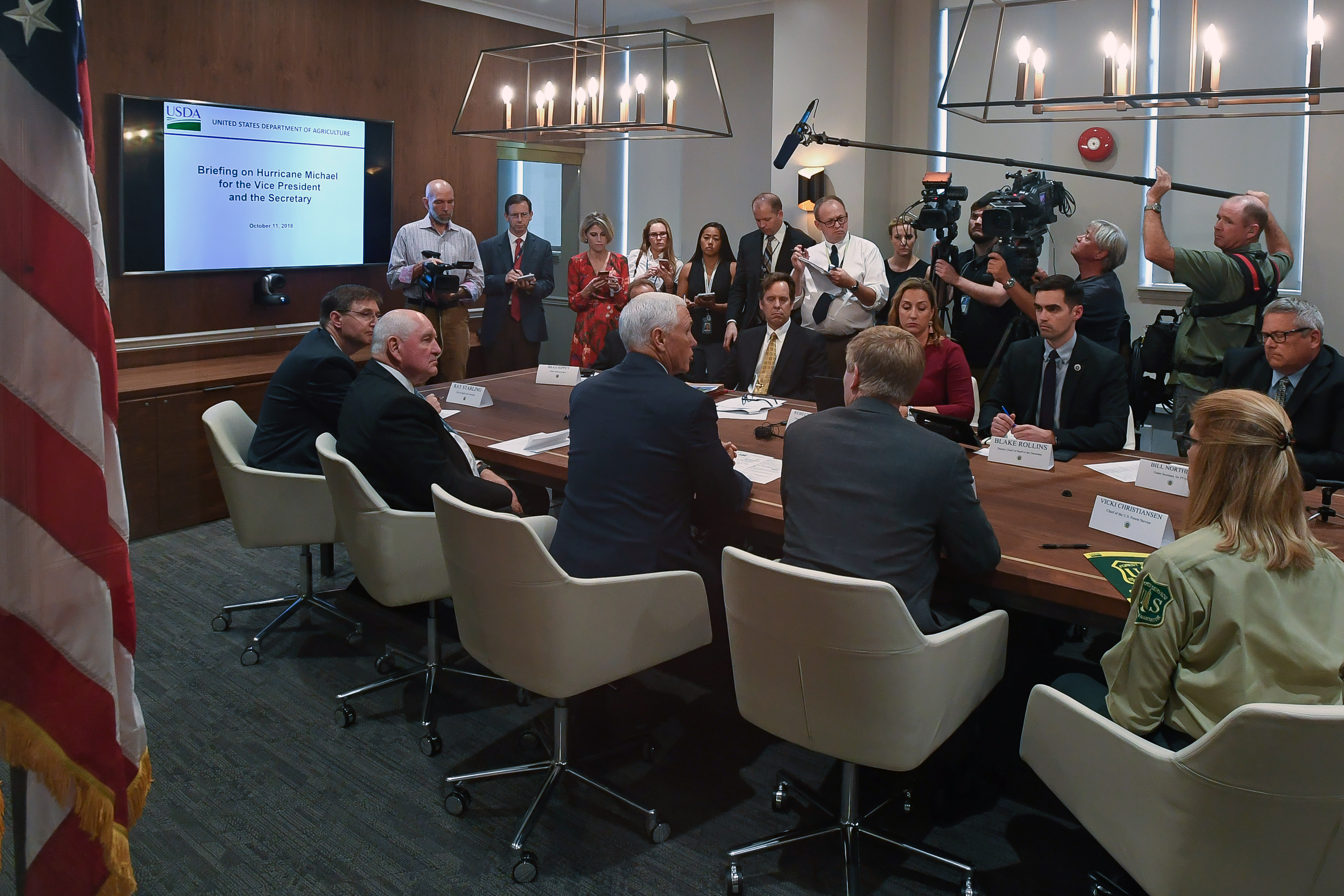
Briefing